# Milvago
Milvago is een geslacht van vogels uit de familie caracara's en valken (Falconidae).

## Soorten
Het geslacht kent de volgende soorten:
- Milvago chimachima – Geelkopcaracara
- Milvago chimango – Chimango